# Остахновское сельское поселение
Остахновское сельское поселение — упразднённое муниципальное образование в Хвойнинском муниципальном районе Новгородской области России.
Административный центр — деревня Остахново, находится в 2 км к северу от Хвойной. Постоянное население (на 1 января 2009 г.) — 372 человека, 75 % из них проживают в административном центре — деревне Остахново. 
В марте 2020 года упразднено в связи с преобразованием муниципального района в муниципальный округ. Оно соответствует административно-территориальной единице Остахновское поселение Хвойнинского района.

## География
Территория поселения расположена на северо-востоке Новгородской области на стыке Новгородской, Ленинградской и Вологодской областей. На территории муниципального образования много болот (Бувыкинское, Киприк и др.) и озёр — Березорадицкое, Задеменское, Здымля, Стехово, Струги, Шварковское и др., протекают реки Демьянка (приток Смердомки), Криуха, Минечка, Недожатка, Ратца, Смердомка и др. Все перечисленные реки относятся к бассейну реки Чагоды, впадающей в Мологу (в широком смысле — бассейн Волги).

## История
Остахновское сельское поселение было образовано законом Новгородской области от 17 января 2005 года № 396-ОЗ, Остахновское поселение — законом Новгородской области от 11 ноября 2005 года № 559-ОЗ.

## Население
| 2010 | 2012 | 2013 | 2014 | 2015 | 2016 | 2017 |
| ---- | ---- | ---- | ---- | ---- | ---- | ---- |
| 383  | ↘373 | →373 | ↘370 | ↗376 | ↘368 | ↗370 |

## Населённые пункты
В состав поселения входят 17 населённых пунктов.
| №  | Населённый пункт | Тип населённого пункта | Население |
| -- | ---------------- | ---------------------- | --------- |
| 1  | Бабье            | деревня                | →0        |
| 2  | Демидово         | деревня                | ↗64       |
| 3  | Жилой Бор        | деревня                | ↘28       |
| 4  | Заозерье         | деревня                | →0        |
| 5  | Заречье          | деревня                | ↘2        |
| 6  | Каменка          | деревня                | →0        |
| 7  | Лачино           | деревня                | ↗5        |
| 8  | Мышино           | деревня                | ↘0        |
| 9  | Мячино           | деревня                | ↗3        |
| 10 | Обечищи          | деревня                | ↗17       |
| 11 | Остахново        | деревня                | ↘258      |
| 12 | Погорелово       | деревня                | ↗1        |
| 13 | Подсосна         | деревня                | →0        |
| 14 | Потолоково       | деревня                | →0        |
| 15 | Слатино          | деревня                | ↗5        |
| 16 | Шварково         | деревня                | →0        |
| 17 | Шипилово         | деревня                | →0        |

## Транспорт
По территории поселения проходит автодорога из Хвойной в Остахново и далее деревню Жилой Бор, а также дорога до Шварковского озера, в деревни Обечищи, Заречье и Шварково.

## Люди, связанные с поселением
- Гущин, Борис Петрович — полковник Советской Армии, участник Великой Отечественной войны, Герой Советского Союза (1943), уроженец деревни Кошели[15] Остахновского сельсовета.